# Stenopogon nigritulus
Stenopogon nigritulus är en tvåvingeart som beskrevs av Daniel William Coquillett 1904. Stenopogon nigritulus ingår i släktet Stenopogon och familjen rovflugor. Inga underarter finns listade i Catalogue of Life.